# Axams
Axams – gmina w Austrii, w kraju związkowym Tyrol, w powiecie Innsbruck-Land. Liczy 5758 mieszkańców (1 stycznia 2015).

## Współpraca
Miejscowość partnerska:
- Naturns, Włochy
- Rohrbach, Niemcy